# Victor Feddersen
Victor Feddersen (Gentofte, 31 gennaio 1968) è un canottiere danese. Ha conquistato la medaglia d'oro ai Giochi olimpici di Atlanta 1996 nella specialità quattro senza pesi leggeri e quella di bronzo a Sydney 2000, sempre nel quattro senza pesi leggeri.